# Қ
Қ (minuskule қ) je písmeno cyrilice. Jedná se o variantu písmena К. Vyskytuje se v kazaštině, v chantyjštině, v abcházštině, v tádžičtině, v jaghnóbštině. Do roku 1924 bylo používáno v osetštině, po přechodu z latinky na cyrilici je v roce 1937 je používána spřežka Къ.